# C144
《C144》，是一部2022年马来西亚悬疑惊悚剧情片，由王鸿杰（Jack Wong）导演、林志伦（Aaron Lim）编剧与监制。

## 剧情
讲述两名露营爱好者，意外发现一架在1945年二战期间，被美国军队用来向战友运送食物的C-47B飞机残骸，这一历史性的发现将使他们迅速获得巨额利润。为那些对这一发现感到好奇但不知道其背后隐藏的秘密的旅行者，他们组织了一次独家的坠机现场探险活动。来自新加坡、中国、泰国和英国组成的10名旅行者报名参加这次探险活动，在经过16个小时的旅程后，载著他们的车辆偏离了原定道路，使他们被带到热带丛林最深处。在意识到迷路之后，他们面临着各种各样的挑战和神秘的情况，导致团队分裂为两组。他们必须找到自己的方式，在接下来的144小时内，揭开森林中等待着他们的谜团，和寻找通往坠机现场的道路。

## 演员列表
| 演員                | 角色            | 介紹 |
| Jackson Lee         | Jason Ma        |      |
| Nor Mikhail         | Kamal           |      |
| Shaun Liew          | Peter           |      |
| Edward Ibrahim      | Yoga            |      |
| Jeena Minka         | Gina            |      |
| Thawita Pansuk      | Chanel          |      |
| Jasmine Kaur Ledder | Jenn            |      |
| Dyvianna James      | Aisyah          |      |
| Adery Chin          | Jie             |      |
| Koey Har            | Shun            |      |
| Tam Loong Wah       | Tam Tam         |      |
| Syahrom Manap       | Botak           |      |
| Captain Jivarajan   | Captain Jiva    |      |
| Stephen Hogg        | Conservationist |      |
| Joseph Edward       | Sebastian       |      |

## 制作与发行
本片的角色选秀和制作工作自2017年在马来西亚开始，主体拍摄位于霹雳州瓜拉江沙的武巫山进行，2020年7月17日完成拍摄工作。出演的全部演员从未参与任何电影或戏剧作品，但有舞台和戏剧表演的经验。
本片预计将在2022年2月17日在马来西亚27家影院上线，4月1日在位于北好莱坞的“Laemmle NoHo 7影院”举行首映。本片也是马来西亚首部在好莱坞放映的电影。
本片共获4项国际奖项；2020年的加拿大多伦多另类电影节（Alternative Film Festival）获得最佳编剧奖；2020年东欧电影节（Eastern Europe Film Festival）获得最佳故事片奖；2021年获得新加坡World Film Carnival的自然/环境与野生动物类最佳影片奖；2021年欧洲电影节（Cinematic European Film）的最佳摄影奖。

## 营销
2021年12月，该片在AGAPE Superior Living举行了电影预告片的媒体预览仪式。

## 引用
- C144电影制作目录 （页面存档备份，存于）